# 阿富準線
阿富準線 (あふじゅんせん、中文表記: 阿富准铁路) は、中国新疆ウイグル自治区のアルタイ地区からイリ・カザフ自治州の富蘊を経由して準東を結ぶ全長427kmの鉄道路線。単線・非電化。アルタイ駅にて奎阿線と、また準東駅にて烏準線と接続する。
本線の準東駅・富蘊駅間の264kmはすでに完成し、残りの富蘊駅・アルタイ駅は2020年6月に完成予定である。本線は、北疆線・奎阿線・烏準線と合わせて、ジュンガル盆地を巡る環状鉄道を構成する。

## 歴史
- 2016年8月、着工。
- 2019年10月23日、準東北駅・富蘊駅間完成。